# 大鳞鳞头鲉
大鳞鳞头鲉（学名：Sebastapistes megalepis）为鲉科鳞头鲉属的鱼类。分布于菲律宾以及海南岛等，属于热带海中水深约62-82米的近底层小型海鱼。该物种的模式产地在香港和菲律宾海域。

## 扩展阅读
維基物種上的相關：大鳞鳞头鲉